# Manobidia
Manobidia là một chi bọ cánh cứng trong họ Chrysomelidae.
Chi này được miêu tả khoa học năm 1934 bởi Chen.

## Các loài
Các loài trong chi này gồm:
- Manobidia atra Medvedev, 1992
- Manobidia lankana Medvedev, 2001
- Manobidia major Kimoto, 2001
- Manobidia manilensis Medvedev, 1993
- Manobidia pallida Medvedev, 1993
- Manobidia puncticollis Medvedev, 1993